# Tierras ganadas al mar
Las tierras ganadas al mar, ganancia de tierra, tierras robadas al mar, mar robado o aterramiento es el proceso de colocar tierra o arena donde antes hubo mar. Se trata de dos prácticas totalmente distintas: una de ellas implica la obtención de nuevos suelos a partir de la costa, utilizables fundamentalmente en la creación de nuevos asentamientos urbanos, o en la agricultura. La otra práctica se refiere a la restauración a un estado más natural de los suelos afectados anteriormente por alguna catástrofe ecológica (como puede ser la contaminación, la deforestación o la salinización), que los había hecho inutilizables.

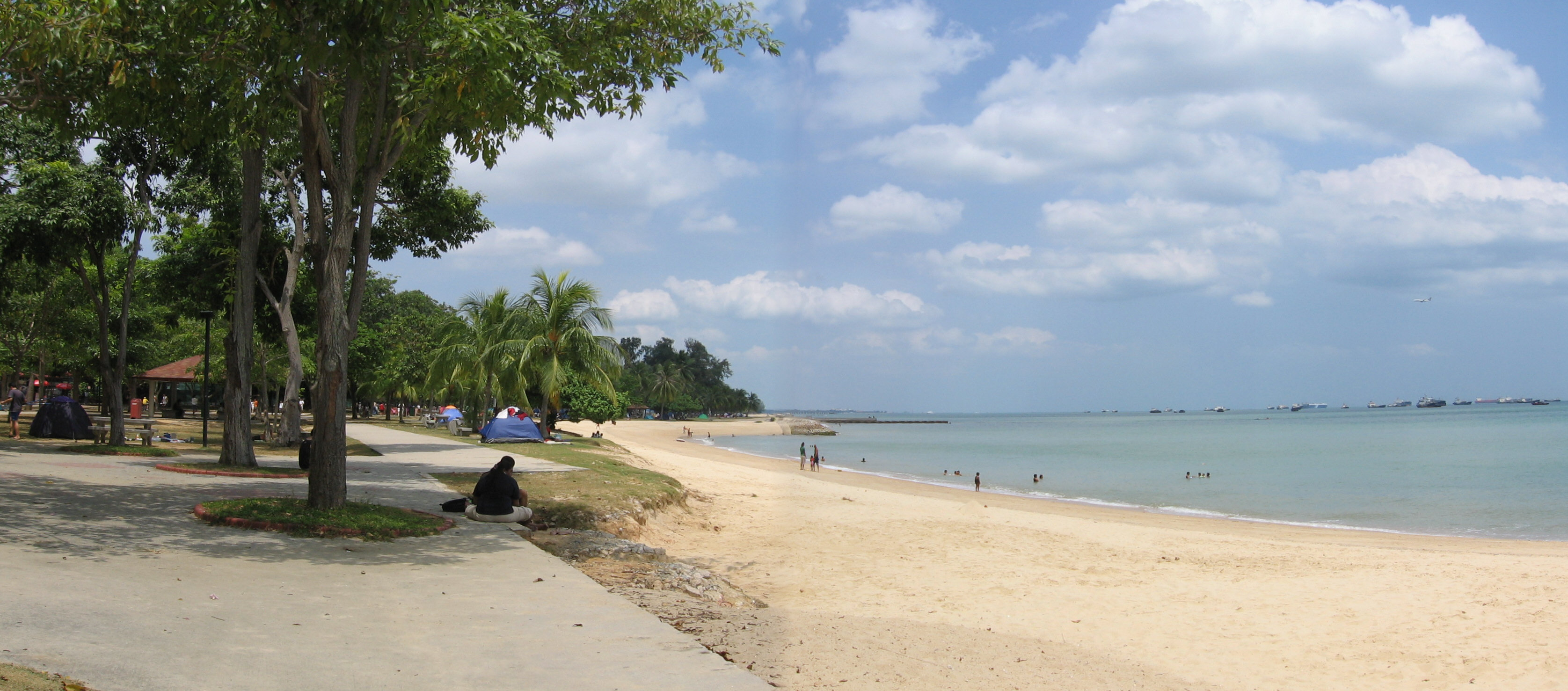
Todo el East Coast Park (Parque de la Costa Este) en Singapur fue construido con tierras ganadas al mar.

## Historia
Uno de los primeros proyectos a gran escala fue el Beemster Polder en los Países Bajos, realizado en 1612 añadiendo 70 kilómetros cuadrados (27,0 mi²) de terreno. En Hong Kong, el Praya Reclamation Scheme añadió 50 a 60 acres (20,2 a 24,3 ha) de terreno en 1890, durante la segunda fase de construcción. Fue uno de los proyectos más ambiciosos de la época de la  Hong Kong colonial. Alrededor del 20% de los terrenos de la Bahía de Tokio han sido ganados al mar, entre las que destaca la isla artificial Odaiba.	Le Portier, Mónaco y Gibraltar también se están expandiendo debido a la recuperación de tierras. La ciudad de Río de Janeiro se construyó en gran parte sobre terrenos ganados al mar, al igual que Wellington, Nueva Zelanda.

## Creación de nuevas tierras

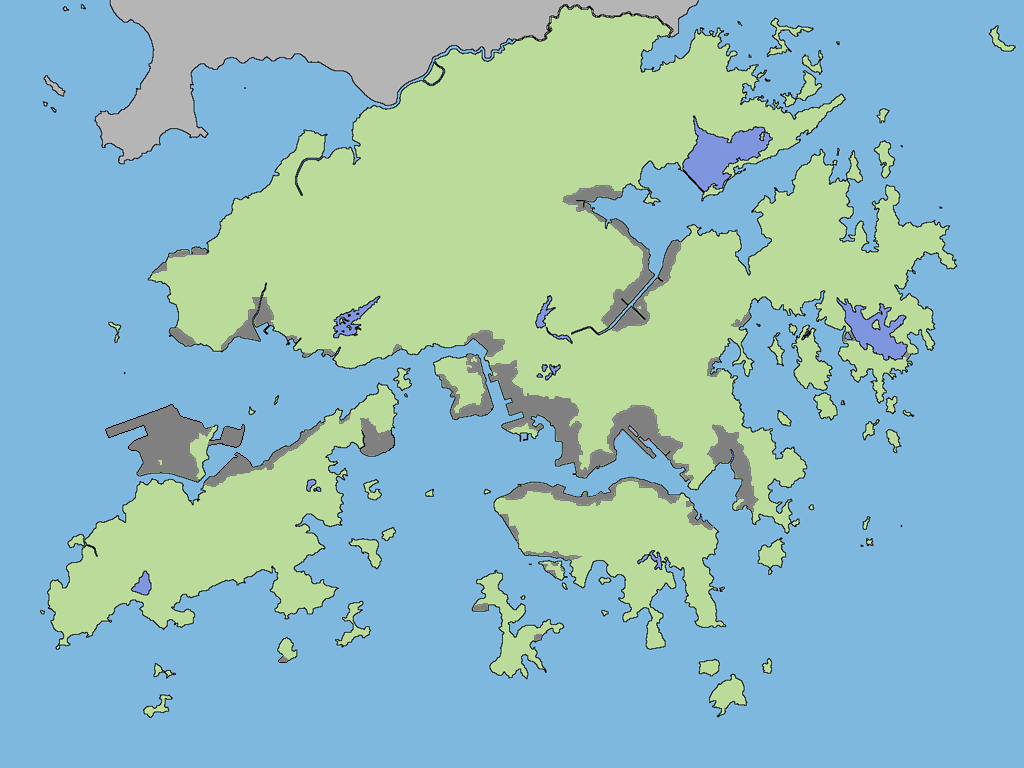
Mapa de Hong Kong que muestra en gris las tierras ganadas al mar a lo largo de la historia.

La recuperación de tierras puede ser la creación de nuevas tierras donde una vez hubo agua. Entre los ejemplos notables se incluyen el oeste de Nueva Orleans; Washington D. C., construido en parte sobre tierras que alguna vez fueron pantanosas; en la ciudad de Buenos Aires, desde el siglo XIX, se han recuperado gran cantidad de kilómetros cuadrados al Río de la Plata y posteriormente poblados, dando lugar por ejemplo a barrios como Núñez, Retiro o Puerto Madero, o destinados a la creación de parques y zonas verdes, como es el caso de la Reserva Ecológica de Buenos Aires; Helsinki, ciudad cuya mayor parte del centro está construida sobre tierra recuperada; parte de Ciudad del Cabo; la costa de Chicago; parte de Boston, Massachusetts; Battery Park City, en Manhattan; el puerto de Zeebrugge, en Bélgica; la zona residencial en el suroeste de Brest, Bielorrusia; los famosos pólderes de los Países Bajos, las islas de Toronto en Canadá y la ciudad de Guayaquil, donde algunas calles céntricas en el pasado fueron pequeños esteros, así como amplias zonas en el suburbio guayaquileño. 
Mónaco y el territorio británico de Gibraltar han aumentado su territorio debido a la ganancia de tierras al mar. La ciudad de Río de Janeiro, en Brasil, fue construida en gran parte en tierra recuperada o ganada al mar, así como también gran parte del llamado "plan" de Valparaíso, en Chile. 
En el Lejano Oriente también son famosos por sus esfuerzos en la recuperación o ganancia de tierras. Uno de los primeros y el más célebre proyecto fue el plan de recuperación de Praya, en Hong Kong, que añadió entre 50 y 60 acres (240.000 m²) de tierras en 1890, durante su segunda fase de construcción. Fue uno de los proyectos más ambiciosos realizados durante el periodo colonial de la ciudad. Además de Hong Kong, también en el sur de China han ganado terrenos las ciudades de Shenzhen y Macao.
En Japón, alrededor del 20% de las tierras en el Área de la Bahía de Tokio han sido ganadas al mar. También en Asia se ha trabajado en la costa de Manila, la capital filipina; y en la ciudad-estado de Singapur, donde la tierra es escasa.

## Eventos notables

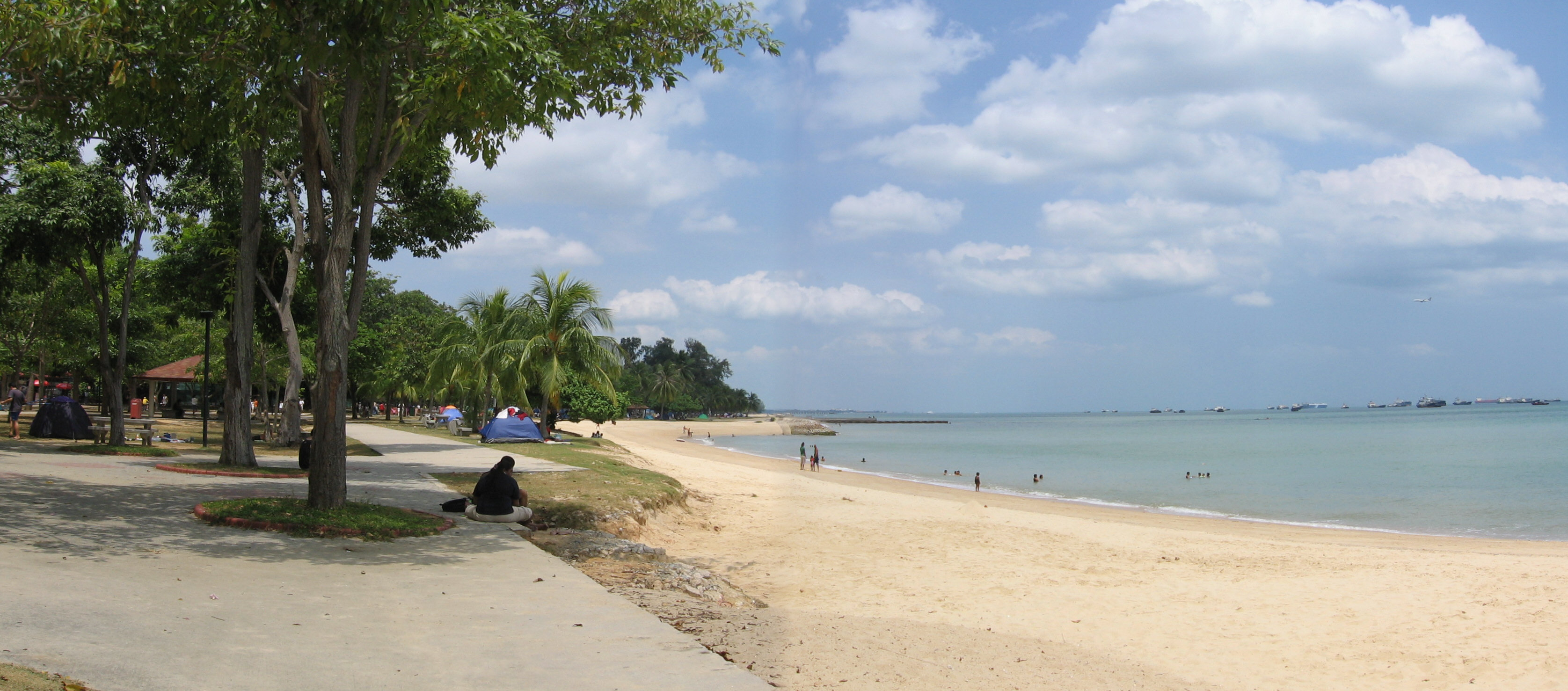
East Coast Park en Singapur se construyó en terrenos ganados al mar con una playa artificial.

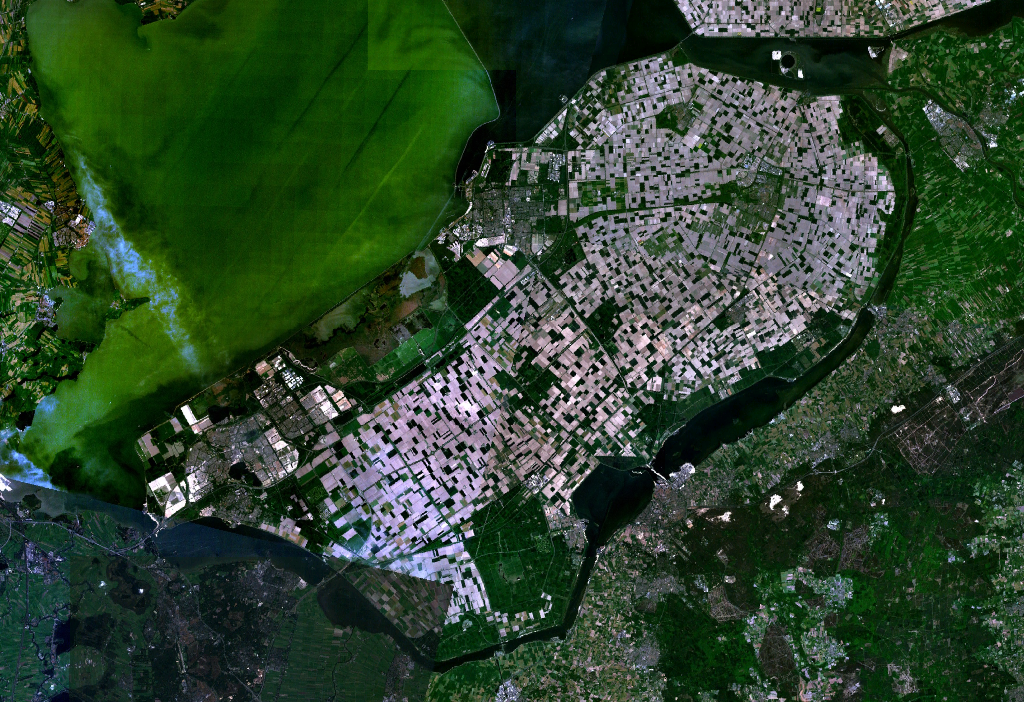
El Flevopolder en los Países Bajos, ganado al IJsselmeer, es la mayor isla artificial ganada al mar del mundo

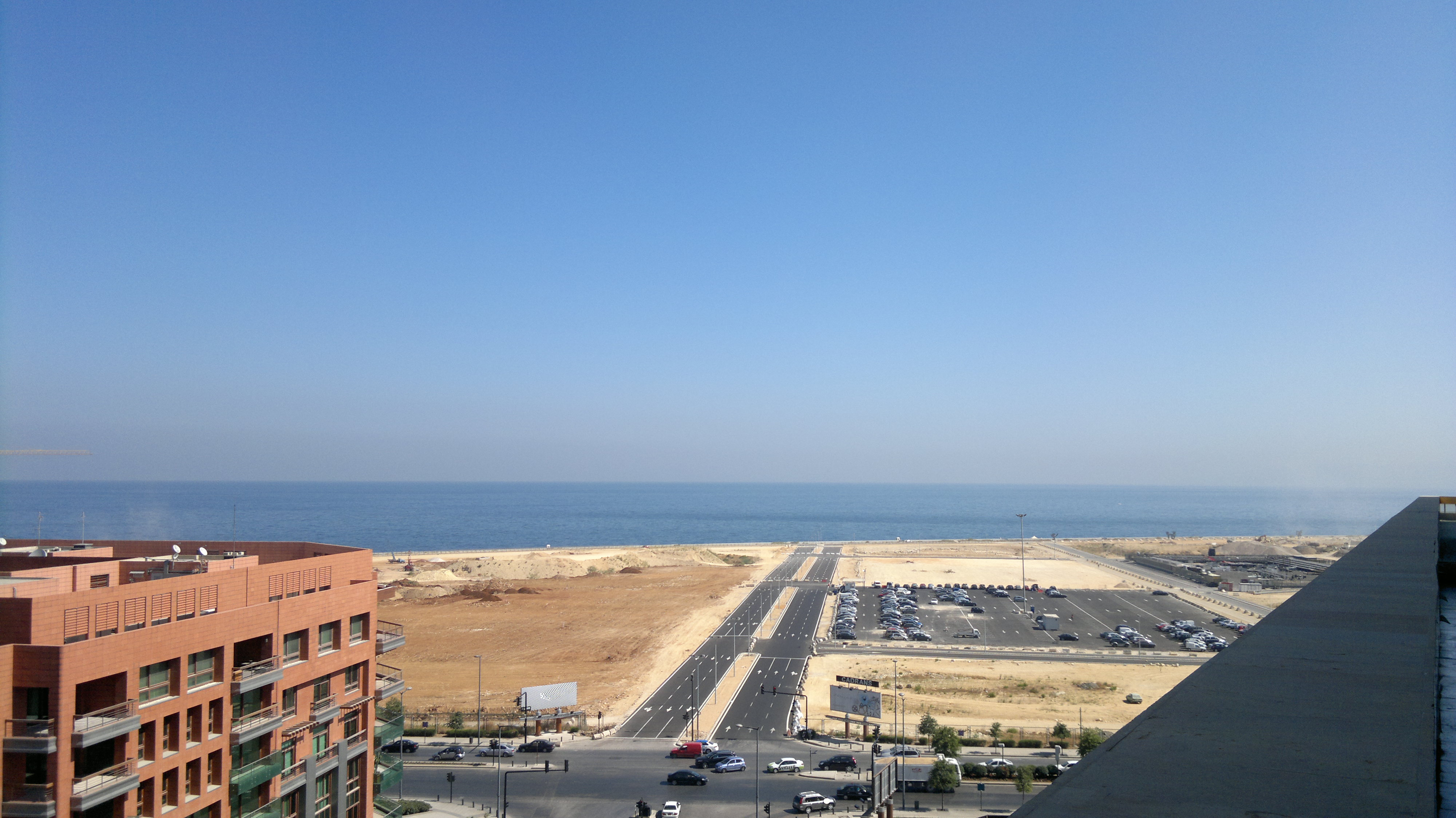
Reclamación de tierras en el distrito central de Beirut

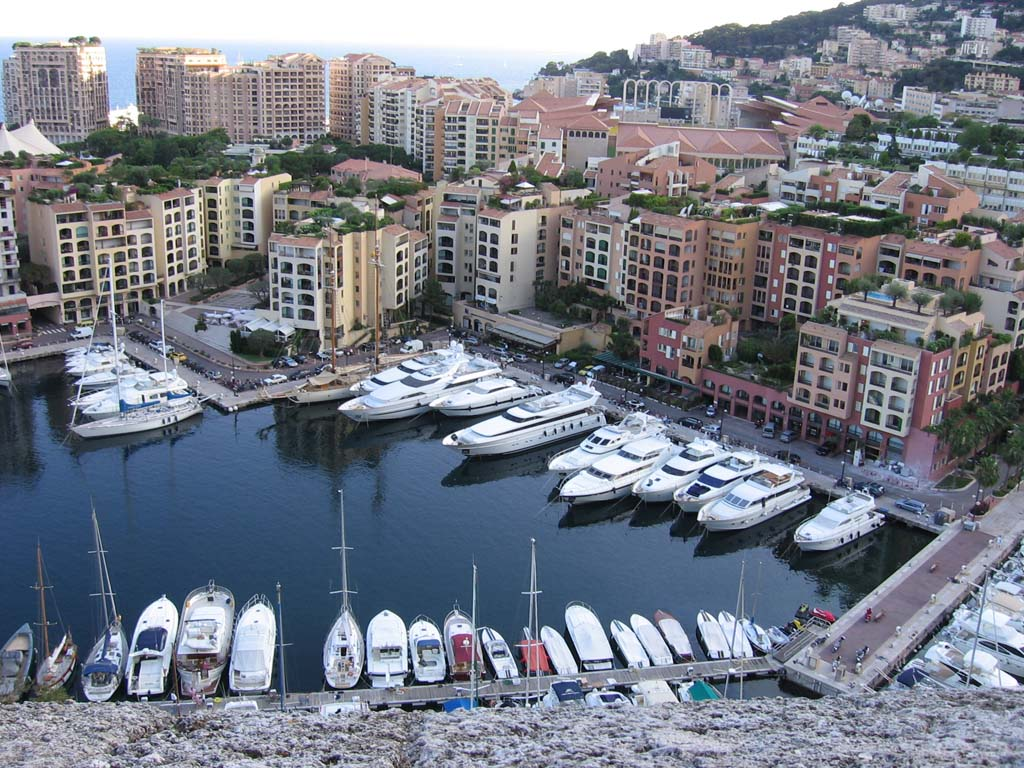
Todo el distrito de Fontvieille, Mónaco fue ganado al mar

### África
- La Foreshore en Ciudad del Cabo
- La Mezquita Hassan II en Marruecos está construida sobre terrenos ganados al mar.
- El Eko Atlantic en Lagos, Nigeria.
- Gracefield Island en Lekki, Lagos, Nigeria.

### Asia
- Todo el distrito comercial de 3 km2 de Cebu South Road Properties en Cebu City, Filipinas
- Parte del litoral de Saadiyat Island, en los EAU. Utilizada con fines comerciales.[3]
- Gran parte de la costa de Bombay, India. Se tardó más de 150 años en unir las Siete islas de Bombay originales. Estas siete islas eran exuberantes, verdes, densamente arboladas y salpicadas de 22 colinas, y el Mar Arábigo las bañaba con la marea alta. La Isla de Bombay original sólo tenía 24 km de largo y 4 km de ancho desde Dongri hasta Malabar Hill (en su punto más ancho) y las otras seis eran Colaba, Old Woman's Island, Mahim, Parel, Worli y Mazgaon. (Véase también Hornby Vellard).[4]
- Gran parte de las costas de China continental, Hong Kong, Corea del Norte y Corea del Sur. Se calcula que casi el 65% de las marismas alrededor del Mar Amarillo han sido ganadas al mar.[5]
- Tierras bajas interiores en el valle del Yangtsé, China, incluidas las zonas de ciudades importantes como Shangai y Wuhan.[6]
- Gran parte de la costa de Karachi, Pakistán.
- La costa de la bahía de Yakarta. La tierra suele ganarse para crear nuevas zonas de viviendas y propiedades inmobiliarias para la ciudad de Yakarta, en rápida expansión. Hasta ahora, el mayor proyecto de recuperación de tierras de la ciudad es la creación de la Isla del Golf, al norte de Pantai Indah Kapuk.[7]
- Una parte del Aeropuerto Internacional Hamad en Qatar, alrededor de 36 kilómetros cuadrados (13,9 mi²).
- Toda la isla de The Pearl-Qatar situada en West Bay (Doha), Qatar.
- La bahía de Haikou, Provincia de Hainan, China, donde se está ampliando el lado oeste de la isla de Haidian, y frente a la costa de Haikou, donde se están creando nuevos terrenos para un puerto deportivo.
- La zona de Cotai de Macao, donde se encuentran muchos casinos.
- Aeropuerto Nagoya Centrair, Japón
- Aeropuerto Internacional de Incheon]], Corea del Sur
- Distrito Central de Beirut, Líbano
- El sur de China, ciudad de Shenzhen
- La orilla de la Bahía de Manila en Filipinas, especialmente a lo largo de Metro Manila, ha atraído grandes desarrollos como el Mall of Asia Entertainment City]] y el Cultural Center of the Philippines Complex.
- La ciudad-estado de Singapur, donde escasea el suelo, también es famosa por su labor de recuperación de terrenos.[8]
- Las Islas Palmera, El Mundo y el hotel Burj al-Arab frente a Dubai, en los Emiratos Árabes Unidos.
- La Isla Yas en Abu Dabi, EAU.
- Hulhumalé Isla, Maldivas. Es una de las seis divisiones de Malé Ciudad.
- Muralla marina gigante de Yakarta.
- Ciudad Financiera Internacional de Colombo, Sri Lanka
- Aeropuerto Internacional de Kansai, Osaka, Japón
- Forest City, un distrito residencial y turístico integrado en Johor, Malasia

### Europa
- Aeropuerto Internacional de Niza-Costa Azul de Niza, Francia
- Grandes zonas de los Países Bajos
- Casi todo el Estuario del Támesis, incluidas grandes zonas de Londres[9]
- Casi la mitad del microestado de Mónaco
  - La mayor parte de Fontvieille, Mónaco.
  - Partes que rodean Puerto Hércules en La Condamine, Mónaco
- Partes de Dublín, Irlanda, incluidas North Wall, East Wall, Grand Canal Dock e Bull Island
- Partes de Bryggen, Bergen, Noruega, incluida la terminal de cruceros de Dreggekaien y otros servicios para buques.
- La mayor parte del puerto de Belfast y zonas de Belfast, Irlanda del Norte, Reino Unido.
- Partes de San Petersburgo, Rusia, como la Fachada Marítima
- Helsinki (de la que la mayor parte del centro de la ciudad está construida sobre terrenos ganados al mar)
- La zona de La Barceloneta, Barcelona, en España.
- El Ensanche Heredia, en Málaga, España.
- El puerto de Zeebrugge, en Bélgica
- La zona residencial suroeste de Brest, Bielorrusia
- La mayoría de las zonas residenciales de la orilla izquierda y algunas de la derecha de Kiev se construyeron sobre pantanos y llanuras aluviales ganados al río Dniéper.
- La península del Aeropuerto de Génova, la zona industrial de Cornigliano, la terminal de contenedores PSA y otras partes del puerto en Génova, Italia.
- Fens en East Anglia
- Venecia, Italia
- Rione Orsini, parte de Borgo Santa Lucia, Nápoles
- Gran parte de Kavala, ciudad de Grecia
- Lago Fucine, Italia
- Waterfront Centre, St. Helier, Jersey
- Aeropuertos de Trabzon, Giresun y Rize
- Parques costeros y calles de Estambul
- Yenikapı, Turquía
- Lago Copais, Grecia
- Ciertas zonas de Dinamarca

### América del Norte
- Isla de Notre Dame en Montreal (Quebec, Canadá). En el Río San Lorenzo, 15 millones de toneladas de roca excavadas del Metro de Montreal en 1965 para formar una isla artificial.
- La costa de Chicago
- El Northwestern University Lakefill, parte del campus de la Northwestern University en Evanston, Illinois
- Varios barrios de Boston (Massachusetts) son el resultado de vertederos.[10]
- Battery Park City, Manhattan
- Varias islas de la Bahía de Biscayne en el área metropolitana de Miami, incluidas las  Venetian Islands, son el resultado de vertederos.
- Brooklyn Bridge Park, Brooklyn
- Liberty State Park, Jersey City
- Leslie Street Spit, el paseo marítimo del centro de waterfront al sur de Front Street, y secciones de las Toronto Islands en Toronto.
- Parte de la Île-des-Sœurs en Montreal.
- El cayo Potter's Cay en Nassau, Las Bahamas estaba conectado a la isla de New Providence
- La costa de Nassau (Las Bahamas) especialmente a lo largo de la calle East Bay.
- Partes de Nueva Orleans (que está parcialmente construida sobre terrenos que antes eran pantanos).
- Gran parte de la zona urbanizada adyacente a la bahía de San Francisco, incluida la mayor parte del paseo marítimo de  San Francisco y el Distrito Financiero, el Aeropuerto Internacional de San Francisco, el Puerto de Oakland y grandes zonas de la ciudad de Alameda han sido ganadas a la bahía. La totalidad de Treasure Island también fue recuperada para cubrir las aguas poco profundas al norte de Yerba Buena Island que suponían un peligro para la navegación.
- Se retiraron grandes colinas en Seattle y se utilizaron para crear Harbor Island y ganar terreno a lo largo de Elliott Bay. En particular, los barrios de SoDo (Seattle) e Interbay están construidos en gran parte sobre humedales rellenados.
- Ciudad de México (situada en el antiguo emplazamiento del lago Texcoco); las chinampas son un ejemplo famoso.
- Gran parte de la St David's Island de Bermudas ha sido ganada al mar; la isla, donde se encuentra el aeropuerto internacional de Bermudas, estaba formada por varias islas más pequeñas.

### Oceanía
- La mayor parte de Barangaroo, actual suburbio comercial y residencial del central business district de Sídney, Nueva Gales del Sur.
- Partes de Darling Harbour, una localidad al oeste del distrito central de negocios de Sídney.
- Una gran parte del suburbio meridional de Sylvania Waters en Sydney, Australia.
- Las partes más meridionales de las pistas del Aeropuerto de Sídney.
- Grandes extensiones de Port Botany en el área metropolitana de Sydney.
- Grandes extensiones de Melbourne Docklands.
- Partes de la orilla del Swan River colindante con el distrito central de negocios de Perth en Western Australia, incluida la totalidad de Mounts Bay (fotografía superior).
- Zonas considerables de Dunedin, Nueva Zelanda, incluida la "Southern Endowment", que se extiende desde el centro de la ciudad hasta los suburbios del sureste, a lo largo de la orilla del Otago Harbour.
- Antes del terremoto de Napier de 1931, se llevaron a cabo importantes obras de recuperación de la lagoon en zonas de Napier Sur y Ahuriri. Después de 1931 también se llevaron a cabo pequeñas obras de recuperación en las nuevas tierras bajas que surgieron como consecuencia del terremoto.
- También se han recuperado zonas alrededor de los puertos de Wellington y Auckland.
- El parque My Suva (Fiyi) es un parque recreativo de la zona de Suva.

### América del Sur
- Partes del desarrollo urbano y de las calles de Ciudad de Panamá se basan en terrenos ganados al mar, utilizando material extraído de las excavaciones del Canal de Panamá.
- La Cinta Costera, en Ciudad de Panamá, Panamá.
- Todo el frente fluvial de Buenos Aires, Argentina, incluyendo el puerto y el an aeropuerto.
- Amplias zonas de Río de Janeiro, sobre todo varias manzanas de la zona de los nuevos muelles, todo el Parque Flamengo y el barrio de Urca.
- Partes de Florianópolis.[11]
- Partes del Distrito Histórico de Porto Alegre, incluidos los muelles del Puerto de Porto Alegre y el Estadio Beira-Rio, se construyeron en terrenos ganados al Lago Guaíba entre finales del siglo XIX y la década de 1970.[12]
- Santa Cruz del Islote,[13] en el Mar Caribe de Colombia, una de las islas más densamente pobladas del mundo,[13] fue construida en una forma artificial ganando terreno al mar.
- Partes del Estado Vargas[14] en el norte de Venezuela, ¡partes del Archipiélago de Los Monjes, la Isla Paraíso[15] (isla paraíso) en el Estado Anzoátegui y la isla La Salina en el Estado Zulia, fueron construidas con terrenos ganados al mar.
- Partes de Montevideo, Uruguay, Rambla Sur y varios proyectos aún en marcha en la Bahía de Montevideo.
- Partes de Valparaíso, Chile.

## Drenaje de pantanos
Otra práctica es el drenaje de pantanos o humedales estacionalmente sumergidos para convertirlos en tierras agrícolas. Si bien esto no crea nuevas tierras exactamente, permite el uso comercial de las tierras productivas que de otro modo se limitaría al hábitat de vida silvestre. También es un importante método de control de mosquitos.

## Islas artificiales
La creación de una isla artificial es una empresa costosa y arriesgada. A menudo esta técnica se emplea en lugares que están densamente poblados y donde la tierra plana es escasa. El Aeropuerto Internacional de Kansai (en Osaka, Japón) y el Aeropuerto Internacional de Hong Kong (China) son ejemplos de ello. Las islas Palm, islas World y el hotel Burj Al Arab, frente a Dubái en los Emiratos Árabes Unidos, son otros ejemplos de islas artificiales.

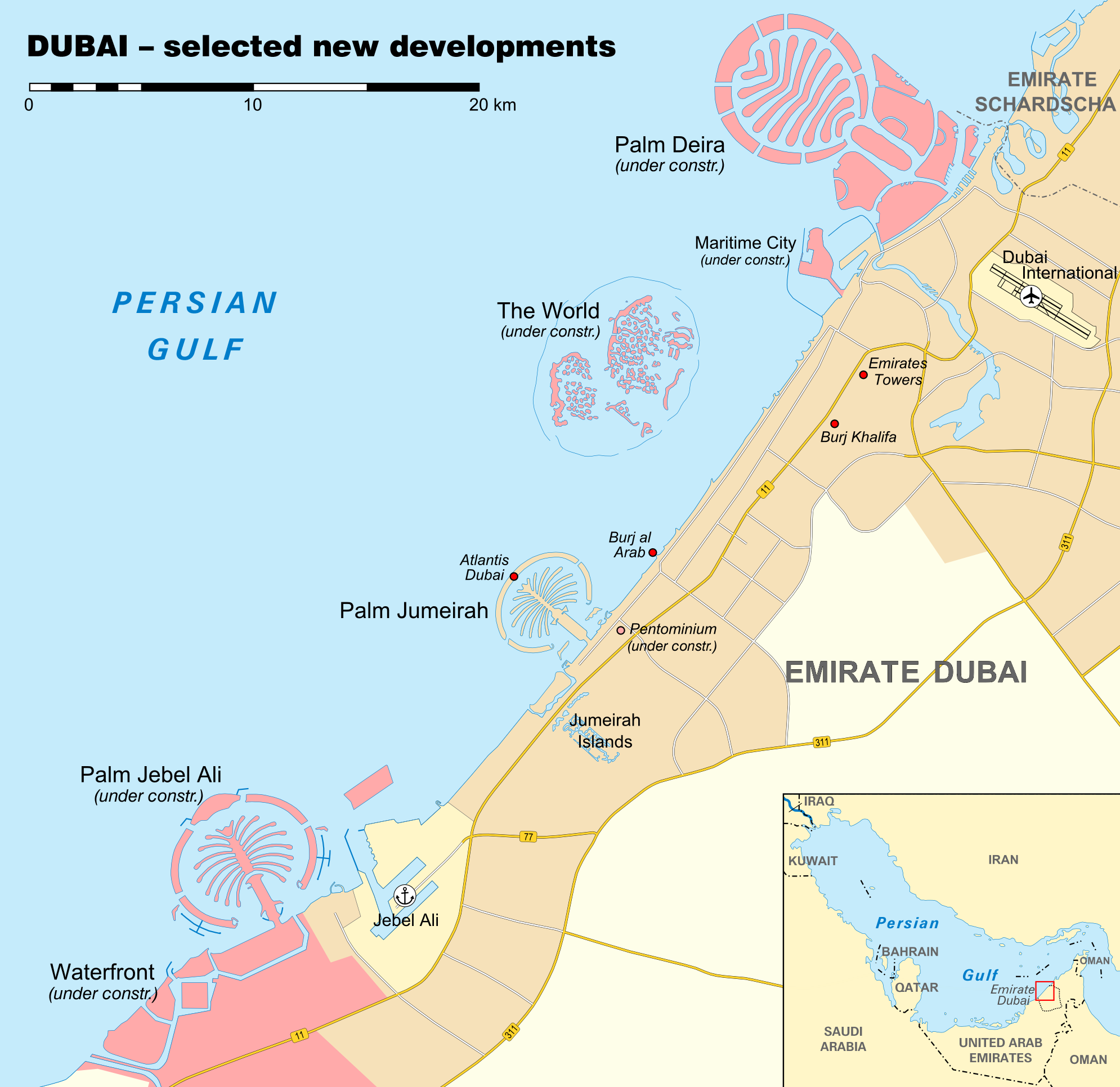
En los últimos años, el emirato de Dubái ha desarrollado diversos proyectos para ganar tierras al mar, y construir islas artificiales mostradas en el mapa en color rosa.

## Restauración de playas
La restauración de playas es el proceso de reparación de las playas con materiales como arena o barro del interior. Se utiliza para reconstruir las playas que sufren de falta de arena por uso inadecuado o por la erosión de la deriva, tratando de conservar el aspecto natural de la playa. Aunque no es una solución duradera, es barata en comparación con otros tipos de defensas costeras.

## Impacto ambiental
El drenaje de humedales para la labranza, por ejemplo, es una forma de destrucción del hábitat. En algunas partes del mundo, los nuevos proyectos de regeneración están restringidos o no se pueden realizar, debido a la protección del medio ambiente mediante leyes. 

### La legislación ambiental
Los legisladores de Hong Kong aprobaron la protección del puerto Victoria mediante una Ordenanza en 1996 en un esfuerzo por salvaguardar la amenaza cada vez más directa de la ganancia de tierras al mar. 

### Ganancias de tierra al mar

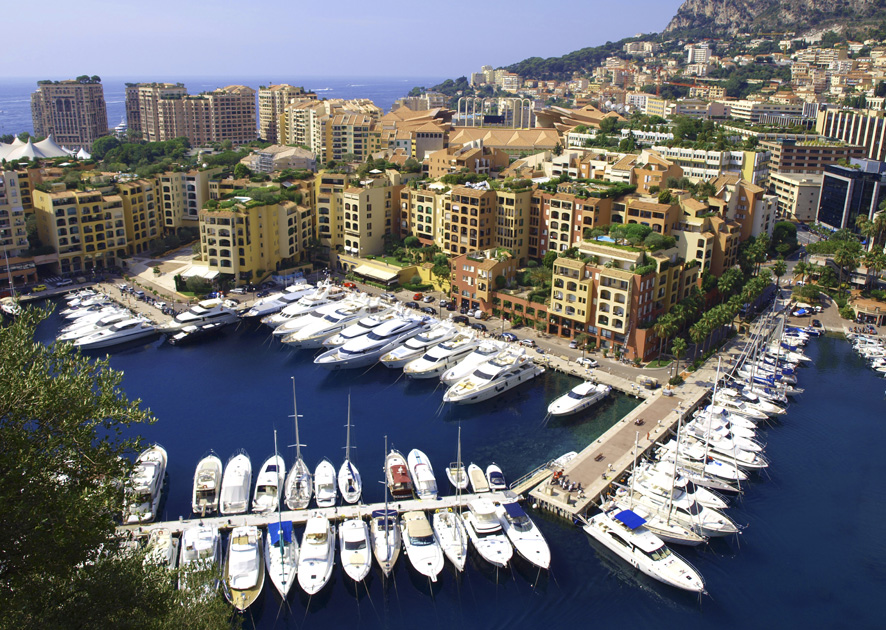
Fontvieille (Mónaco) fue construido totalmente en tierras ganadas al mar.

- Países Bajos - alrededor de un quinto de la superficie del país, cerca de 7000 km².
- Corea del Sur - hasta 2006, el 38% o 1.550 km² de humedales costeros fueron regenerados.
- Singapur - 20% del tamaño original o 135 km² hasta 2003, los planes son 99 km² o más.
- Hong Kong - El plan de recuperación de Praya se inició a fines de 1860 y consistió en dos etapas para un total de 50 a 60 acres. Esta cifra subestima la importancia de los sitios regenerados: Hong Kong Disneyland, el Aeropuerto Internacional de Hong Kong, y su predecesor, el aeropuerto de Kai Tak, fueron construidos en tierra recuperada. Además, gran parte de la recuperación ha tenido lugar en ubicaciones de la costa a ambos lados del Puerto Victoria.

Además, a medida que la ciudad se expande, las nuevas ciudades en diferentes décadas fueron en su mayoría construida en tierras ganadas, como Tuen Mun, Tai Po, Shatin - El Ma Shan, West Kowloon, Kwun Tong y Tseung Kwan O.
- Macao - 170% del tamaño original o 17 km²
- Bahía de Tokio, Japón - 249 km²
- Kōbe, Japón - 23 km² (1995).
- Baréin - 76,3% del tamaño original de 410 km² (1931-2007).
- Nueva Zelanda - áreas significativas de tierra que consisten en varios cientos de hectáreas han sido recuperadas a lo largo de la Harbourfront de Wellington y Dunedin. En Dunedin - que en sus primeros días fue apodado "Mudedin" - alrededor de 2,5 km², incluyendo gran parte del centro de la ciudad y los suburbios de Dunedin Norte, Sur y Dunedin Andersons Bay fueron ganadas al Otago Harbour, y un área similar en el suburbio de St Clair y St Kilda son pantanos regenerados.

Mapa que muestra las tierras ganadas al mar en Gibraltar en la Bahía de Algeciras hasta 2010

- Mónaco: El distrito o barrio de Fontvieille, de 32,41 hectáreas (0,3241 km²), fue construido en tierras ganadas al mar para hacer espacio para residencias debido al limitado territorio del país. Existe otro proyecto llamado Le Portier para ganar 27,50 hectáreas adicionales.
- Gibraltar: el territorio británico de Gibraltar también ha ganado tierras al mar, lo que ha generado protestas de España que no reconoce potestad marítima alguna hacia esta colonia.
- Bermudas: la Isla Saint David[16] una de las que forman el Territorio Británico de Ultramar de Bermudas se expandió artificialmente pasando de 2,04 km² a 2,60 km² con la finalidad de hacer espacio para una base militar.
- Maldivas: ha expandido varias islas y creado otras nuevas en atolones para ser habitadas, como es el caso de la isla artificial de Hulhumalé[17] de 2,00 km².
- Valparaíso: gran parte del plan del puerto chileno son territorios ganados al mar, incluyendo los terrenos donde se ubica la Plaza Sotomayor.
- Indonesia: La ciudad de Yakarta, por el crecimiento demográfico y urbano, ha tenido la necesidad de extenderse, más de su límite.